# Orsino Orsini
Orsino Orsini, nome d'arte di Salvatore Orsina (Francavilla di Sicilia, 10 settembre 1900 – Roma, 4 giugno 1980), è stato un giornalista e numismatico italiano, direttore del quotidiano La Prealpina della provincia di Varese dal 1930 al 1931, e della Gazzetta del Sud dal 1954 al 1962.

## Biografia
Fu un grande giornalista e numismatico italiano del secondo dopoguerra.
Per la sua attività di numismatico, caratterizzata da spiccate competenze, ebbe riconoscimenti a livello internazionale. Insignito dall'Associazione Nazionale Stampa Filatelica e Numismatica con una medaglia disegnata in suo onore dal noto scultore Guido Veroi, fu nominato "Leader 1978" come numismatico italiano nel mondo.
| Controllo di autorità | VIAF (EN) 163092050 · ISNI (EN) 0000 0001 1712 3558 · SBN SBLV178395 · BAV 495/173219 · LCCN (EN) n81038393 |